# Sphaerodactylus scaber
Espèce
Statut de conservation UICN

 LC  : Préoccupation mineure
Sphaerodactylus scaber est une espèce de geckos de la famille des Sphaerodactylidae.

## Répartition
Cette espèce se rencontre :
- en République dominicaine dans la province de La Romana ;
- à Cuba dans les provinces de Villa Clara et de Camagüey.

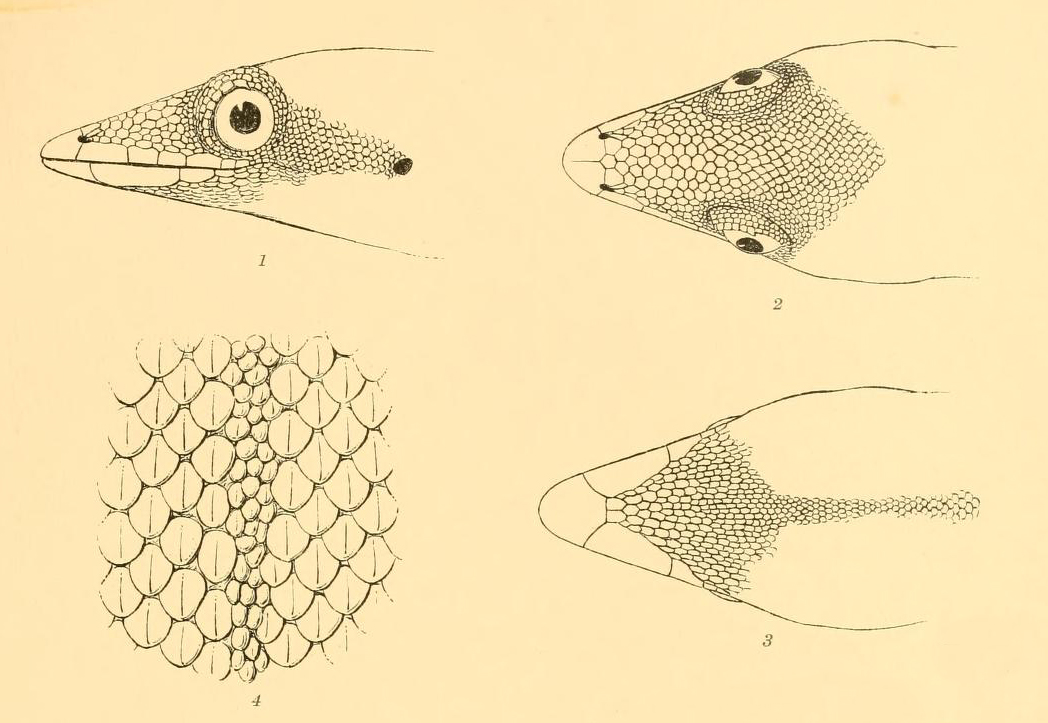

## Publication originale
- Barbour & Ramsden, 1919 : The herpetology of Cuba. Memoirs of the Museum of Comparative Zoölogy, at Harvard College, vol. 47, n. 2, p. 69-213 (texte intégral).